# Zachylnik
Zachylnik (Thelypteris Schmidel, 1763) – rodzaj paproci należących do rodziny zachylnikowatych. W przypadku wąskiego ujęcia systematycznego są tu klasyfikowane tylko dwa gatunki, a rodzaj jest wówczas jednym z 27 w obrębie podrodziny Thelypteridoideae. W ujęciu szerokim zaliczanych jest tu ponad 1 tys. gatunków i wówczas jest to jeden rodzaj w obrębie podrodziny Thelypteridoideae. W Polsce występuje zachylnik błotny T. palustris – z racji statusu gatunku typowego reprezentujący rodzaj w każdym ujęciu. W szerokim ujęciu rodzaju zaliczana jest tu także zaproć górska Oreopteris limbosperma lub Thelypteris limbosperma.

## Systematyka
Pozycja systematyczna według systemu PPG I (2016)
Jeden z 27 rodzajów podrodziny Thelypteridoideae C.F.Reed z rodziny zachylnikowatych Thelypteridaceae Ching ex Pic.Serm..
Wykaz gatunków w ujęciu systemu PPG I (2016)
- Thelypteris palustris (Salisb.) Schott – zachylnik błotny
- Thelypteris confluens (Thunb.) C.V.Morton